# Terotecnología
La Terotecnología o Ingeniería de Mantenimiento, es un nuevo concepto que relaciona tecnología y economía para incrementar la fiabilidad y optimización de los recursos en el mantenimiento industrial. Su objetivo es incrementar la productividad de la empresa al menor coste posible.

## Origen del nombre
El término Terotecnología proviene de la combinación de las palabras en griego: tero, tecno y logos; este concepto implica el empleo de un exhaustivo estudio y gestión de la vida útil de un activo para mejorar su gestión técnico económica y hacerla más viable en el ámbito productivo y mucho más rentable económicamente para la empresa en el capítulo de costos.

## Filosofía
Esta nueva filosofía se debe asociar principalmente con el concepto de coste del ciclo de vida (LCC), que es un sistema de formulación que se encarga de dar base al estudio de los costes durante el ciclo de vida útil de un equipo o sistema complejo, o coste total durante el periodo completo de la vida del mismo. En este sentido podemos decir que abarca desde su concepción hasta que llega a quedar obsoleto incluyendo la adquisición, instalación, explotación (incluidos los costes del consumo energético), costes medioambientales, costes de mantenimiento, costes de la puesta fuera de servicio y costes de la eliminación.

## Punto de vista empresarial
Desde el punto de vista de empresa a nivel gerencial, se podría decir que la Terotecnología ofrece una perspectiva de la Ingeniería de Mantenimiento que implica una combinación de prácticas gerenciales, financieras o ingenieriles, aplicada a los activos físicos para procurar el mejor resultado económico del Costos de Ciclo de Vida (CCV) de los mismos. Esta filosofía de actuación y análisis es aplicable en todo tipo de industria y proceso y el objetivo principal de su aplicación es mejorar y mantener la efectividad técnica y económica de un proceso o equipo a lo largo de todo su ciclo de vida.

## Punto de vista técnico
Desde un punto de vista más técnico y de un nivel más cercano a la operatividad, podríamos decir que la Terotecnología es una combinación del estudio de la gestión económica, y de la gestión tecnológica, que enfatiza sobre todo en el estudio de la fiabilidad y mantenibilidad de los equipos, teniendo en cuenta su criticidad dentro de los sistemas productivos, que son los datos más influyentes en la vida del equipo como tal y que no tienen o no deben tener demasiada repercusión en los costos de adquisición. 
También es de utilidad en esta parte de la terotecnología el estudio del comportamiento y precio  de operación y parada; su instalación, su modificación y su durabilidad propia y de sus repuestos; tanto los de cambio habitual como los posibles en caso de avería y por último su obsolescencia prevista. Todo ello tanto desde el punto de vista tiempo como desde el punto de vista económico.